# Leptopelis calcaratus
Leptopelis calcaratus es una especie de anfibios de la familia Arthroleptidae.
Habita en Camerún, República Centroafricana, República Democrática del Congo, Guinea Ecuatorial, Gabón, Nigeria y, posiblemente, República del Congo y Uganda.
Su hábitat natural incluye bosques tropicales o subtropicales húmedos a baja altitud, marismas de agua fresca y corrientes intermitentes de agua.
Está amenazada de extinción por la pérdida de su hábitat natural.